# Junkön
Junkön är en ö i Lule skärgård. På Junkön finns bofast befolkning, samt på de västra delarna ett skjutfält som tillhör Försvarsmakten. Flera yrkesfiskare har hemmahamn på Junkön.
Junkön omtalas i dokument första gången 1491, enligt sägnen skall ön ha fått sitt namn efter samen Junker som hade renar på ön och bodde under en gran där byn nu ligger. Ön har haft bofast befolkning sedan 1600-talet. Till de äldsta bevarade byggnaderna på ön hör öqvistska gården och en hättekvarn, båda från 1700-talet. Öborna försörjde sig på jordbruk kombinerat med fiske, som mest bodde 1930 omkring 34-40 personer på ön. Jordbruket på ön avvecklades på 1960-talet. Vid folkräkningen 1960 (befolkning enligt den 1 november 1960) hade ön 14 invånare och omfattade en areal av 11,88 km², varav 11,82 km² land. 2012 fanns nio bofasta på ön, som då hade en areal av 13,06 km².
Delar av naturen på ön har inrättats som ett naturreservat, Junköns naturreservat. 